# De Dion-Bouton 8CV
Le 8CV era una famiglia di autovetture di fascia medio-bassa prodotte a partire dal 1902 al 1914 dalla Casa automobilistica francese De Dion-Bouton.

## Profilo
Il primo modello di tale famiglia a essere immesso nel mercato fu la Type K, introdotta nel 1902 e suddivisa a sua volta in due modelli, la Type K1 e la Type K2, che si differenziavano esternamente tra loro per la misura del passo, più corta sulla Type K1 e più lunga sulla Type K2.

Internamente, i due modelli della Type K erano equipaggiati da due diversi monocilindrici: la Type K1 montava infatti un'unità da 785 cm³, mentre la Type K2 era mossa da un propulsore da 942 cm³. Entrambi erano in grado di erogare una potenza di 8 CV a 1400 giri/min. Il motore era sistemato frontalmente, per la prima volta in un vero e proprio cofano anteriore, grazie al quale le due Type K cominciarono a prendere la forma di un'automobile così come noi la conosciamo. Il cambio era a sole due marce e la velocità massima era di 43 km/h. La Type K ottenne un buon successo di vendite, se si pensa che solo la Type K2 fu prodotta in 899 esemplari fino al 1908. La Type K2 rappresentava la versione 8CV di quel piccolo gruppo di modelli riuniti sotto il nome di "Populaire", e che annoverava tra gli altri anche un modello da 6CV (la Type N).

Nello stesso anno fu lanciata anche la Type O, meccanicamente analoga alla Type K2, ma che se ne differenziava principalmente per il cambio, a 3 marce.

Nel 1903 alla famiglia si aggiunse anche la Type R, simile nella meccanica alle due Type K, mentre nel 1904 fu introdotta la Type V, che aveva invece caratteristiche analoghe a quelle della Type O.

Nel 1905 fu invece la volta della Type Z, che montava un monocilindrico più grande, da 1059 cm³ di cilindrata, con potenza massima invariata. Il cambio era a 3 marce più retromarcia.

A partire dal 1906, pian piano i vari modelli furono tolti progressivamente di produzione. Come già detto, rimase la Type K2, prodotta fino al 1908.

Nello stesso anno fu introdotta la Type BG, dotata dello stesso motore e prodotta fino all'inizio dell'anno successivo.

A quest'ultima subentrarono altri tre modelli di cui ci sono rimaste poche tracce, le Type BN, BV e BO, anch'esse equipaggiate da un monocilindrico.

Nel 1912, queste furono rimpiazzate da altri due modelli poco noti, le Type DF e DG.

A loro volta, questi modelli furono sostituiti già l'anno successivo dalla Type DW4, un modello che andò a prendere il posto anche della Type DE2 da 6CV.

La "saga" delle 8CV terminò con l'arrivo della prima guerra mondiale.

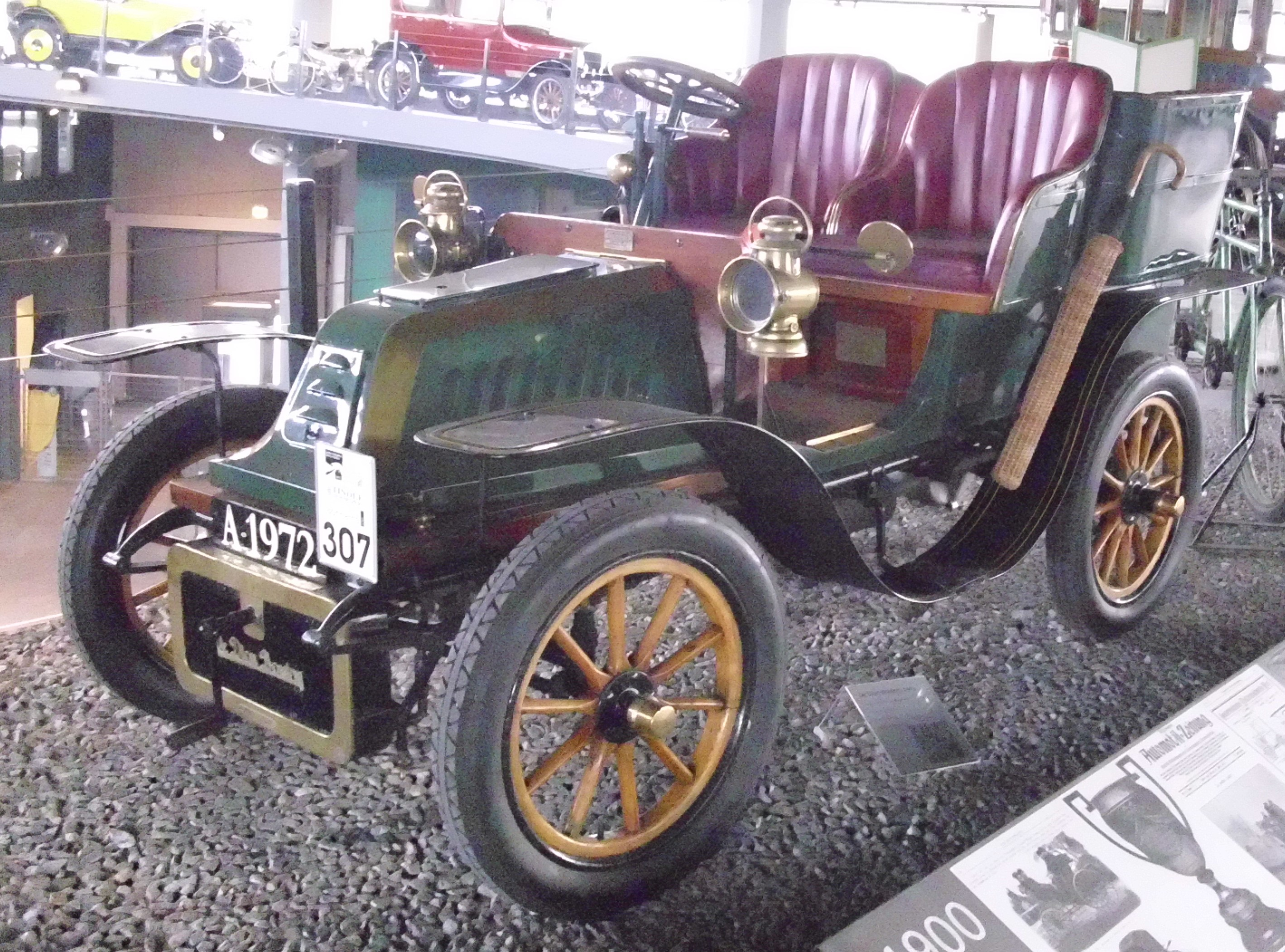
De Dion-Bouton Type R
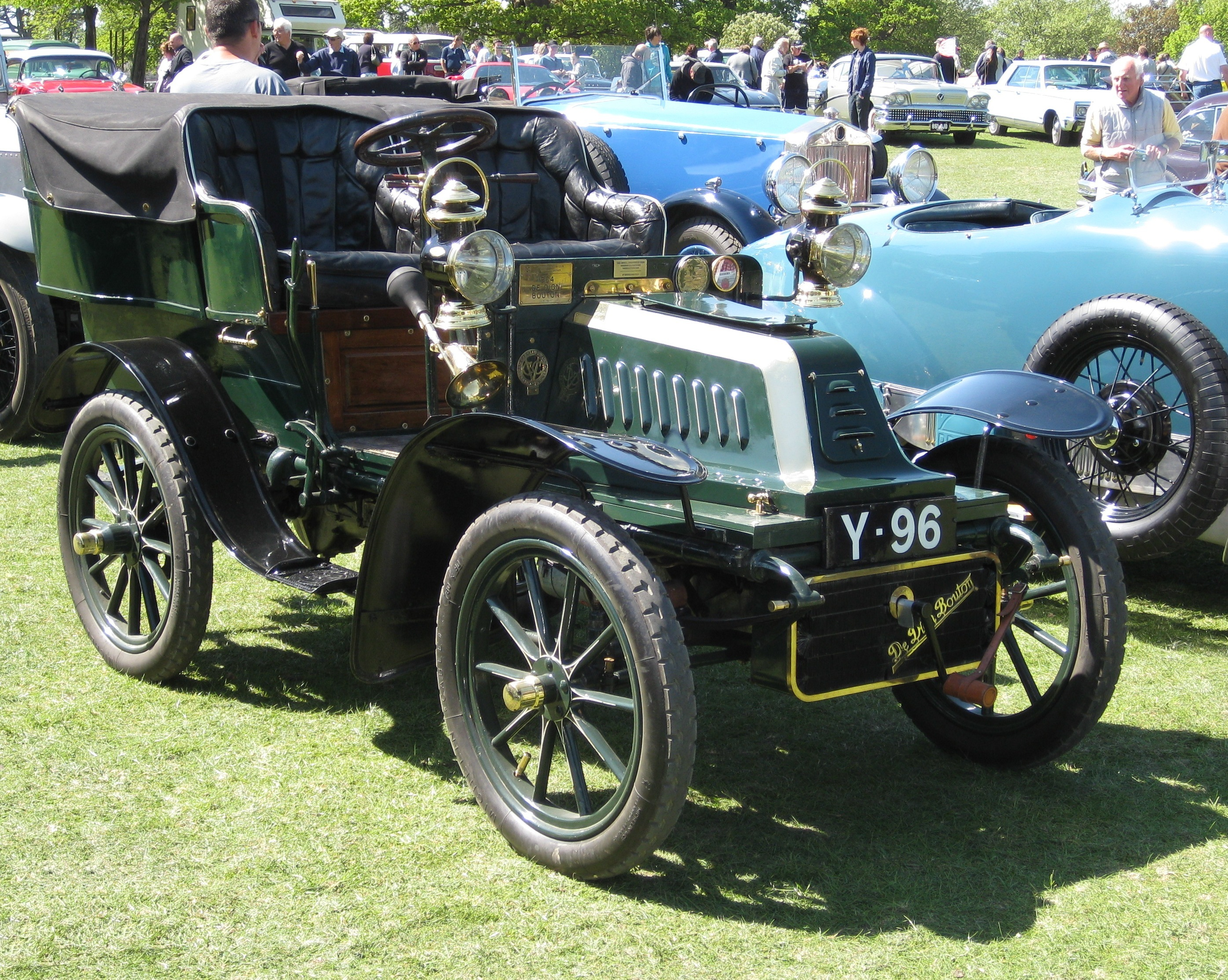
De Dion-Bouton Type V
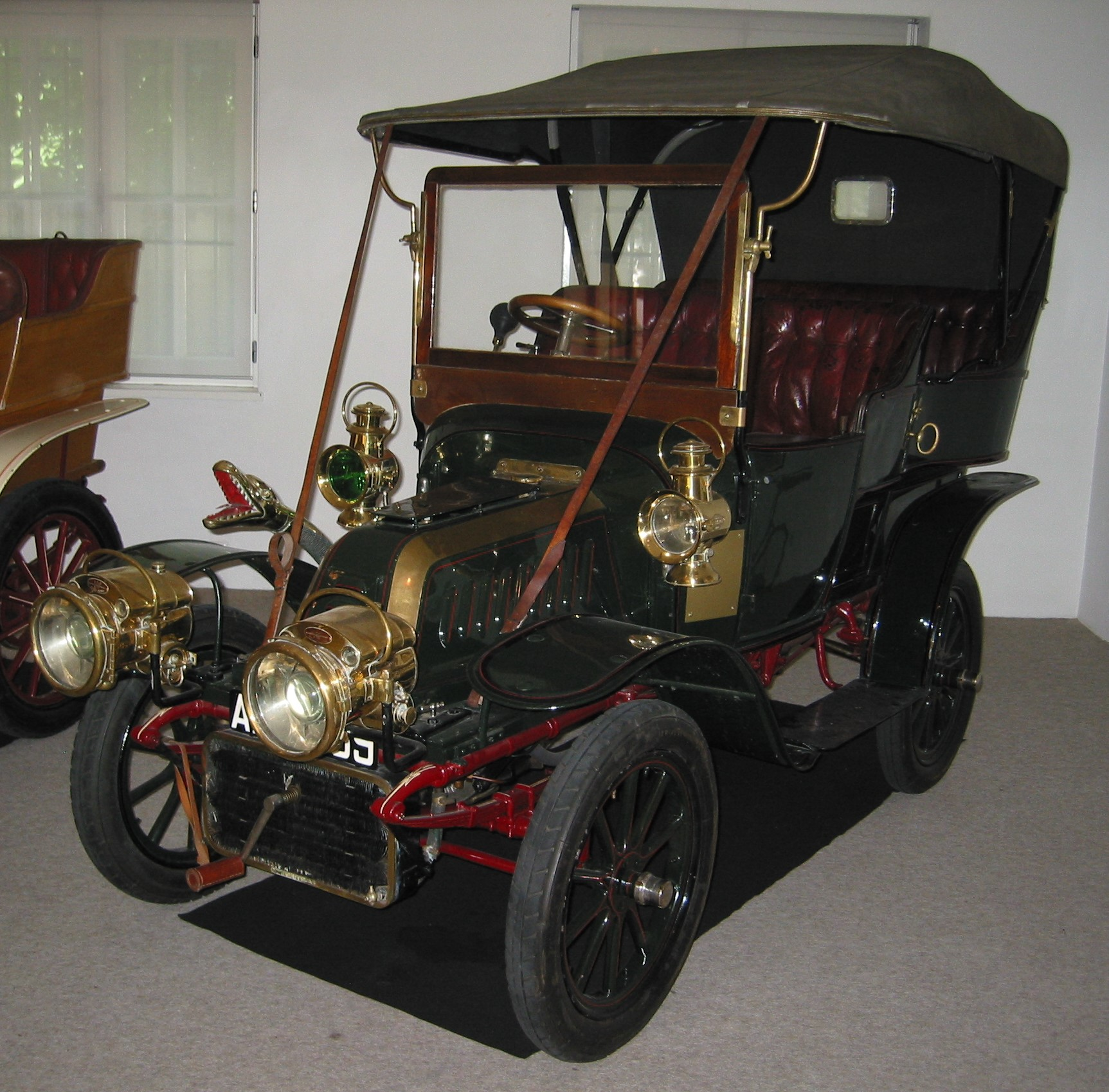
De Dion-Bouton Type AL
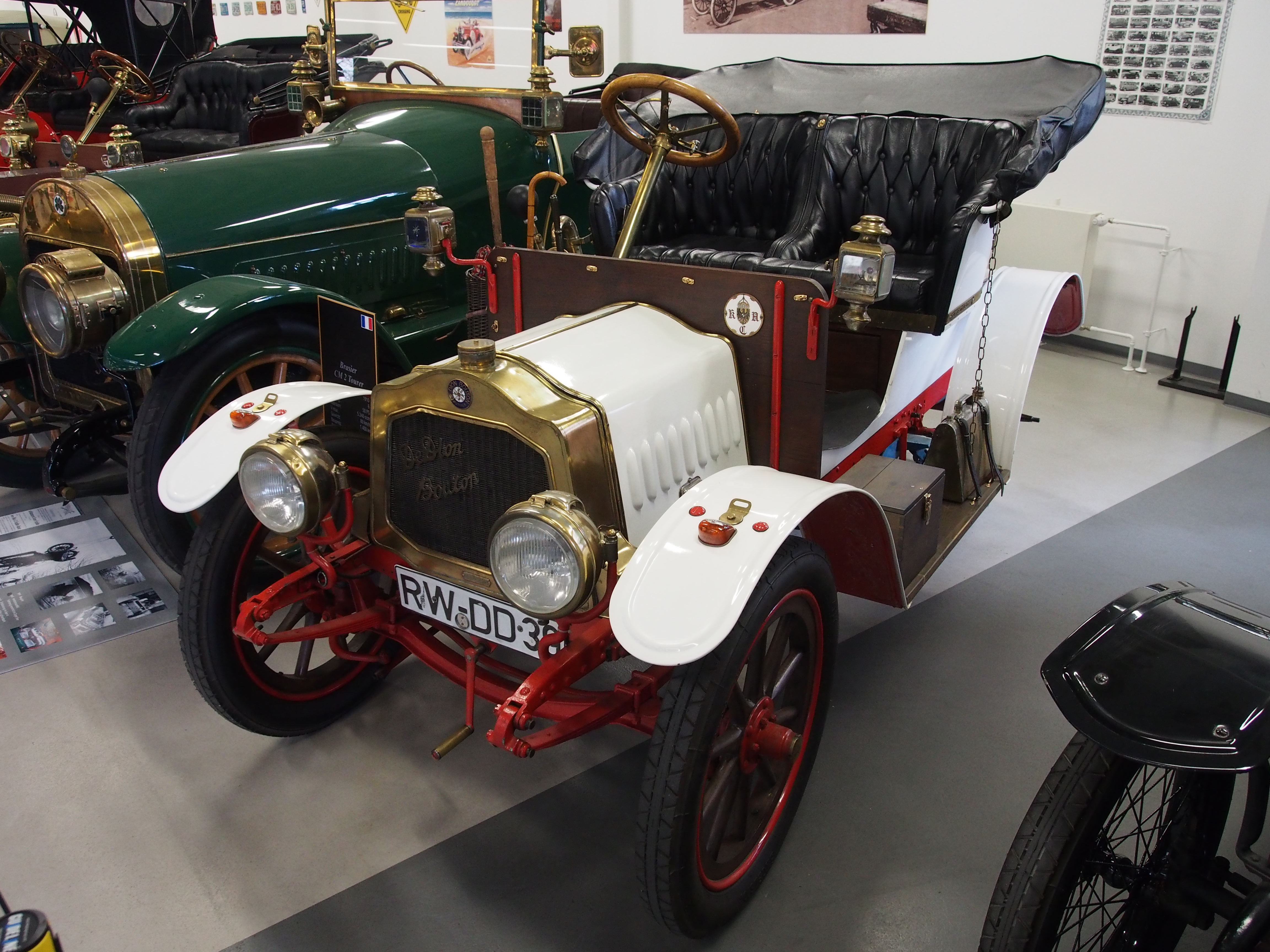
De Dion-Bouton Type BG
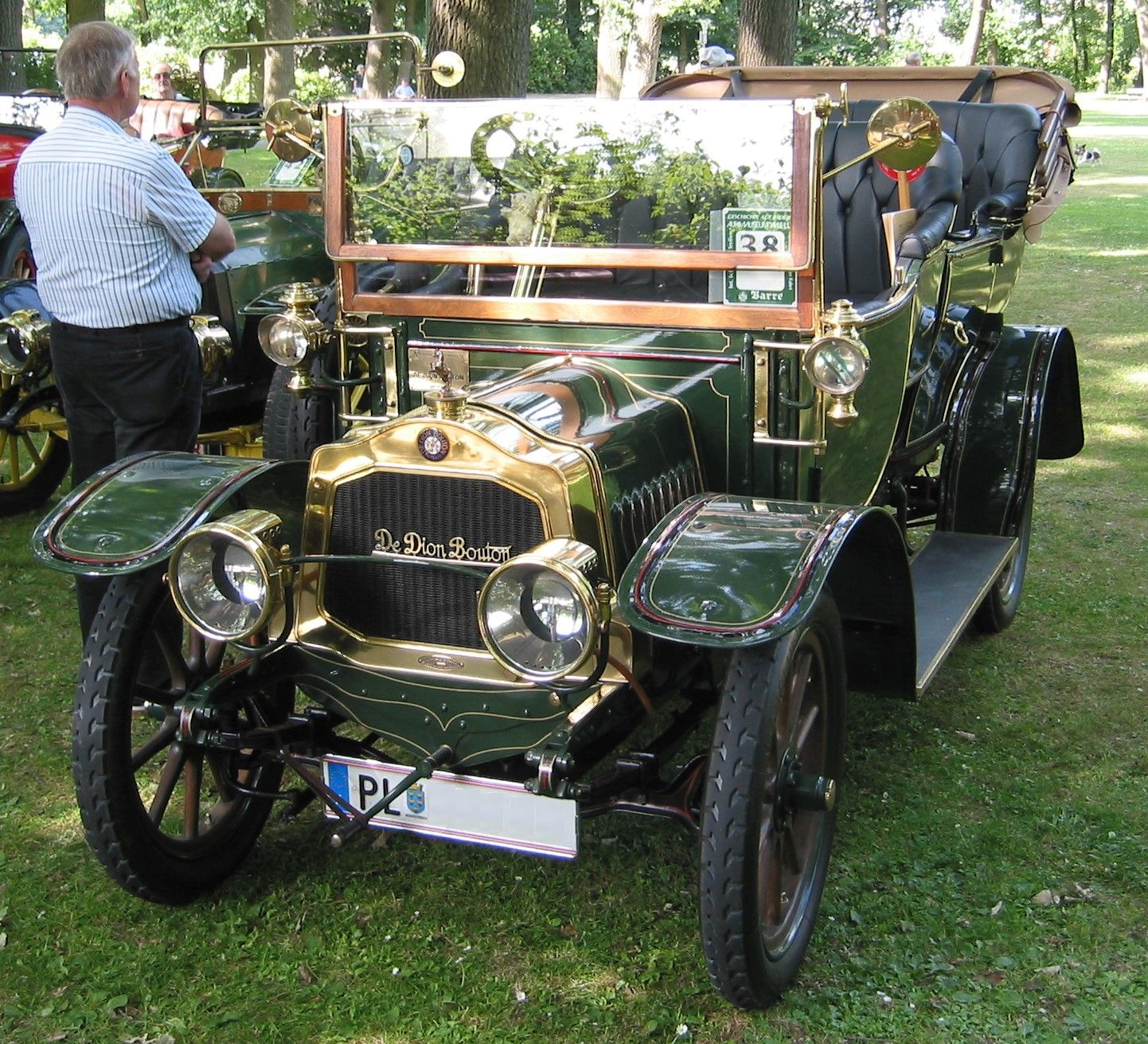
De Dion-Bouton Type CD
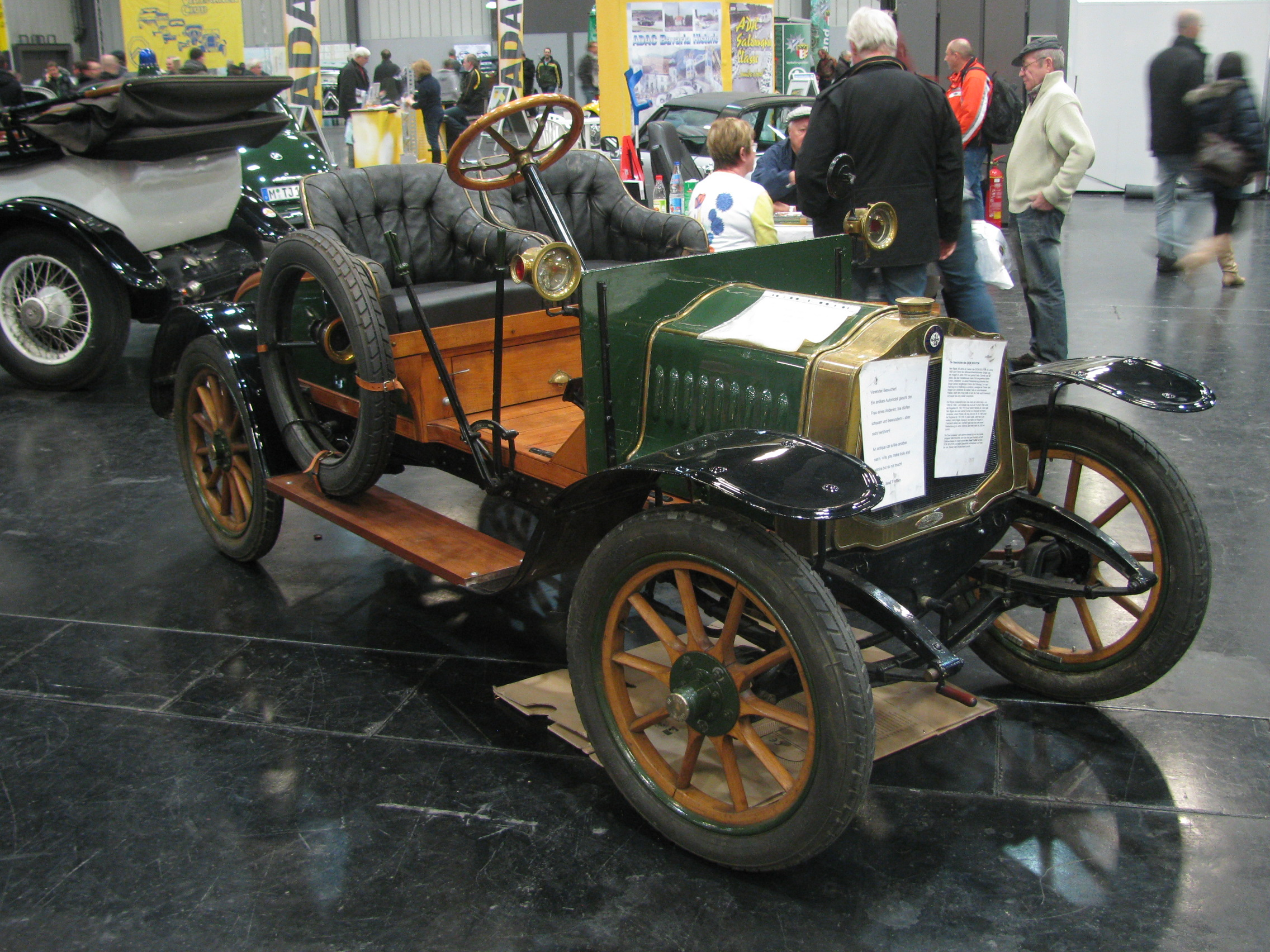
De Dion-Bouton Type CP